# Młyny, Voivodato de Cuyavia y Pomerania
Młyny [ˈmwɨnɨ] es un pueblo ubicado en el municipio (gmina) de Strzelno, en el distrito de Mogilno, voivodato de Cuyavia y Pomerania, Polonia. Según el censo de 2011, tiene una población de 122 habitantes.
Está situado aproximadamente a 5 kilómetros al sureste de Strzelno, a 19 kilómetros al este de Mogilno, a 55 kilómetros al suroeste de Toruń y a 59 kilómetros al sur de Bydgoszcz.